# Марусенко Віталій Микитович
Віталій Микитович Марусенко (14 березня 1938, село Боровиця, тепер Чигиринського району Черкаської області — 13 грудня 2008, місто Керч, Автономна Республіка Крим) — український радянський партійний діяч, 1-й секретар Керченського міськкому КПУ Кримської області. Депутат Верховної Ради УРСР 11-го скликання.

## Біографія
У 1958 році закінчив Білгород-Дністровський рибопромисловий технікум Одеської області, технік-механік.
У 1958—1959 роках — технік добування Керченської моторно-риболовецької станції Кримської області. У 1959—1962 роках — інженер добування Керченської судноремонтно-технічної станції Кримської області.
Член КПРС з 1961 року.
З 1962 року перебував в складі риболовецької експедиції радянських спеціалістів в Об'єднаній Арабській Республіці (Єгипті).
У 1965—1969 роках — заступник голови, голова Керченського риболовецького колгоспу імені XII річниці Жовтня Кримської області.
У 1969—1972 роках — інструктор промислового відділу Керченського міського комітету КПУ Кримської області.
У 1972—1977 роках — завідувач промислово-транспортного відділу Керченського міського комітету КПУ Кримської області.
У 1973 році заочно закінчив Всесоюзний (Калінінградський) технічний інститут рибної промисловості і господарства, інженер-економіст.
У 1977—1978 роках — 1-й секретар Кіровського районного комітету КПУ міста Керчі.
У 1978—1980 роках — слухач Вищої партійної школи при ЦК КПУ.
У 1980—1982 роках — 1-й секретар Кіровського районного комітету КПУ міста Керчі Кримської області.
У 1982—1984 роках — голова виконавчого комітету Керченської міської ради народних депутатів Кримської області.
У 1984—1990 роках — 1-й секретар Керченського міського комітету КПУ Кримської області.
З 1990 року — заступник генерального директора із зовнішньоекономічних питань Керченського виробничого об'єднання рибної промисловості «Керчрибпром» Кримської АРСР.
Потім працював у комерційних структурах. Очолював ТОВ Науково-виробниче підприємство «Згода» в місті Керчі.

## Нагороди
- ордени
- медаль «За доблесну працю. В ознаменування 100-річчя з дня народження Володимира Ілліча Леніна» (1970)
- медаль «Ветеран праці»
- медалі